# Ascari A10
Ascari A10 — Суперкар британської компанії Ascari Cars, що випускається з 2007 року.
Було виготовлено 10 машин з запланованих 50 з кузовом з вуглепластику за ціною 350.000 фунтів стерлінгів. На задньопривідному А10 встановлено мотор BMW S62 потужністю 634 к.с., шеститступеневу коробку передач. Прискорення виносить 0-100км/год 2,8 секунди. Середня витрата палива 26,1 л на 100 км.